# Kartonnage
 Denne artikel bør gennemlæses af en person med fagkendskab for at sikre den faglige korrekthed.
      Artiklen tager udgangspunkt i et opslag fra 1920'erne i Salmonsen og kan behøve opdatering.'

Kartonnage (tidligere også kartonage; af fransk carton) kaldes de forskellige arbejder i pap og karton, der tidligere i langt højere grad end nu udførtes i bogbinderierne I 1920'erne var kartonnage fra at være et håndværk hovedsagelig gået over til at blive en industriel virksomhed, baseret på masseproduktion ved hjælp af maskiner, der anvendes til tilskæring eller udstansning af pappet, til at frembringe ridser på de steder, hvor det skal bøjes, også ofte til påsmøring af lim.
Limningen erstattes dog efterhånden mere og mere af en sammenhæftning af papkanterne ved
hjælp af forskelligt formede blikklammer, der påsættes ved særlige maskiner. Endvidere anvendes maskiner til prægning,
etikettering og lignende. Ofte undgås enhver sammenhæftning, navnlig af runde æsker, idet disse presses ud af et stykke blødgjort pap, således at der ingen samlinger fremkommer.

## Kartonnage som bogbind
Kartonnage som bogbind er en mindre solid indbinding, et papbind oftest med papirovertræk.
Emil Hannover skrev 1891 i Bogvennen: "... Kartonnager overtrukne med Papir, anvendtes meget i Slutningen af forrige Aarhundred og i Begyndelsen af dette. De er af tysk Oprindelse, men benævnes efter deres Indfører i Frankrig Cartonnages á la Bradel. Naturligvis er de kun af ringe Holdbarhed, og man bør ikke anvende Papir til Omslag om andet end ganske tynde Brochurer, som man hæfter stivt. Tykkere Brochurer maa have Ryg af Skind eller Shirting. ..."
I forlængelse af kartonnagen opstår i England tekstilbindet ('cloth', shirting): "... Textilbindet („cloth") opstaar i England som en slidstærkere afløser af kartonnagen, det velkendte papirbind med paaklæbet bogtrykt rygtitel af hvidt papir („boards with label"). Med bibeholdelse af titelsedlen begynder man i de første aar af 1820'erne at erstatte overtrækspapiret med shirting, og dermed er grunden lagt til det senere komponerede bind."

## Mumiekartonnage
Kartonnage bruges også om mumiehylstre fra det gamle Egypten.